# Постоянный комитет Всекитайского собрания народных представителей
Постоянный комитет Всекитайского собрания народных представителей (ПК ВСНП; кит. трад. 全國人民代表大會常務委員會, упр. 全国人民代表大会常务委员会, пиньинь Quánguó Rénmín Dàibiǎo Dàhuì Chángwù Wěiyuánhuì, палл. цюаньго жэньминь дайбяо дахуэй чанъу вэйюаньхуэй) — постоянно действующий орган Всекитайского собрания народных представителей, согласно конституции Китайской Народной Республики осуществляющий законодательную власть наряду с самим Собранием (ст. 58). На практике Постоянный комитет занимается принятием всех законодательных актов, кроме тех, принятие которых отнесено к исключительной компетенции Всекитайского собрания.
ПК ВСНП имеет срок полномочий пять лет. Его деятельность определяется Регламентом 1987 г. Согласно Конституции страны этот орган осуществляет свои полномочия до избрания ПК ВСНП следующего созыва. Председатель и его заместители не могут занимать свои должности более двух сроков подряд.
ПК ВСНП собирается на заседания раз в два месяца. Заседания проходят при наличии кворума, составляющего более половины всех членов комитета. Решения принимаются простым большинством голосов.
В структуре ПК ВСНП образуется совет Председателя, в который входят: Председатель, его заместители (около 20 человек) и ответственный секретарь. Совет занимает текущей работой ПК ВСНП (принятие решения о сроках проведения заседаний ПК ВСНП и подготовка проектов повестки дня этих заседаний, исправление законопроектов, руководство специальными комиссиями и пр.).
В ПК ВСНП каждого созыва обычно свыше 130 членов. Должность председателя занимает обычно видный политический деятель, член высшего руководства Коммунистической партии Китая. В 1975—1983 председатель ПК ВСНП также являлся номинальным главой государства. Последние годы обычно первым по перечислению заместителем председателя ПК ВСНП состоит председатель Всекитайской федерации профсоюзов. В ПК ВСНП традиционно представлены наиболее крупные по численности некитайские национальности страны. В настоящее время в этом органе всегда представлены женщины.
В 1979 г. в структуре ПК ВСНП была образована законодательная комиссия во главе с Председателем ПК ВСНП. В 1983 г. преобразована в Комиссию по правовой работе. С деятельностью этой комиссии связано появление многих законов, в том числе обеспечивающих проведение экономической реформы.
Полномочия ПК ВСНП:
- законодательная деятельность;
- внесение отдельных дополнений и исправлений в законы, относящиеся к прерогативе ВСНП, в межсессионный период;
- толкование Конституции КНР и законов;
- ратификация международных договоров;
- назначение и отзыв полномочных представителей в зарубежных государствах;
- контроль за работой Государственного совета, Центрального Военного совета, верховных органов суда и прокуратуры и др.

ПК ВСНП также вправе принимать решения о помилованиях, о мобилизации в стране, о введении чрезвычайного положения. В период между сессиями ВСНП вправе принять решение об объявлении войны.
В настоящее время ПК ВСНП активно участвует в деятельности Форума парламентариев стран Азии и Африки по народонаселению и развитию.

## Список председателей ПК ВСНП
1. Лю Шаоци 1954—1959
2. Чжу Дэ 1959—1976
Июль 1976 — март 1978 — должность вакантна, обязанности коллективно исполняли заместители председателя У Дэ, Сун Цинлин, Лю Бочэн, Вэй Гоцин, Сейпидин, Чэнь Юнь, Тань Чжэньлинь, Ли Цзинцюань, Уланху, Го Можо, Сюй Сянцянь, Не Жунчжэнь, Чжан Динчэн, Цай Чан, Нгапо Нгаванг Джигме, Чжоу Цзяньжэнь, Сюй Дэхэн, Ху Цзюэвэнь, Ли Сувэнь, Яо Ляньвэй, Дэн Инчао (с декабря 1976).
3. Е Цзяньин 1978—1983
4. Пэн Чжэнь 1983—1988
5. Вань Ли 1988—1993
6. Цяо Ши 1993—1998
7. Ли Пэн 1998—2003
8. У Банго 2003—2013
9. Чжан Дэцзян 2013—2018
10. Ли Чжаньшу: 2018—2023
11. Чжао Лэцзи: 2023—